# سیارک ۱۱۱۲۱
سیارک ۱۱۱۲۱ (به انگلیسی: 11121 Malpighi، نامگذاری:1996RD1) یازده هزار و صد و بیست و یکمین سیارک کشف شده‌است که در ۱۰ سپتامبر ۱۹۹۶ کشف شد.
قدر مطلق سیارک برابر ۱۵٫۴۰ است.